# Tustań-Leśniczówka
Tustań-Leśniczówka – osada leśna w Polsce położona w województwie mazowieckim, w powiecie płońskim, w gminie Naruszewo.